# Zastava (Črnomelj, Slovenija)
Zastava je naselje u slovenskoj Općini Črnomelju. Zastava se nalazi u pokrajini Dolenjskoj i statističkoj regiji Jugoistočnoj Sloveniji. 

## Stanovništvo
Prema popisu stanovništva iz 2002. godine naselje je imalo 28 stanovnika.